# بونور (جيولوجيا)

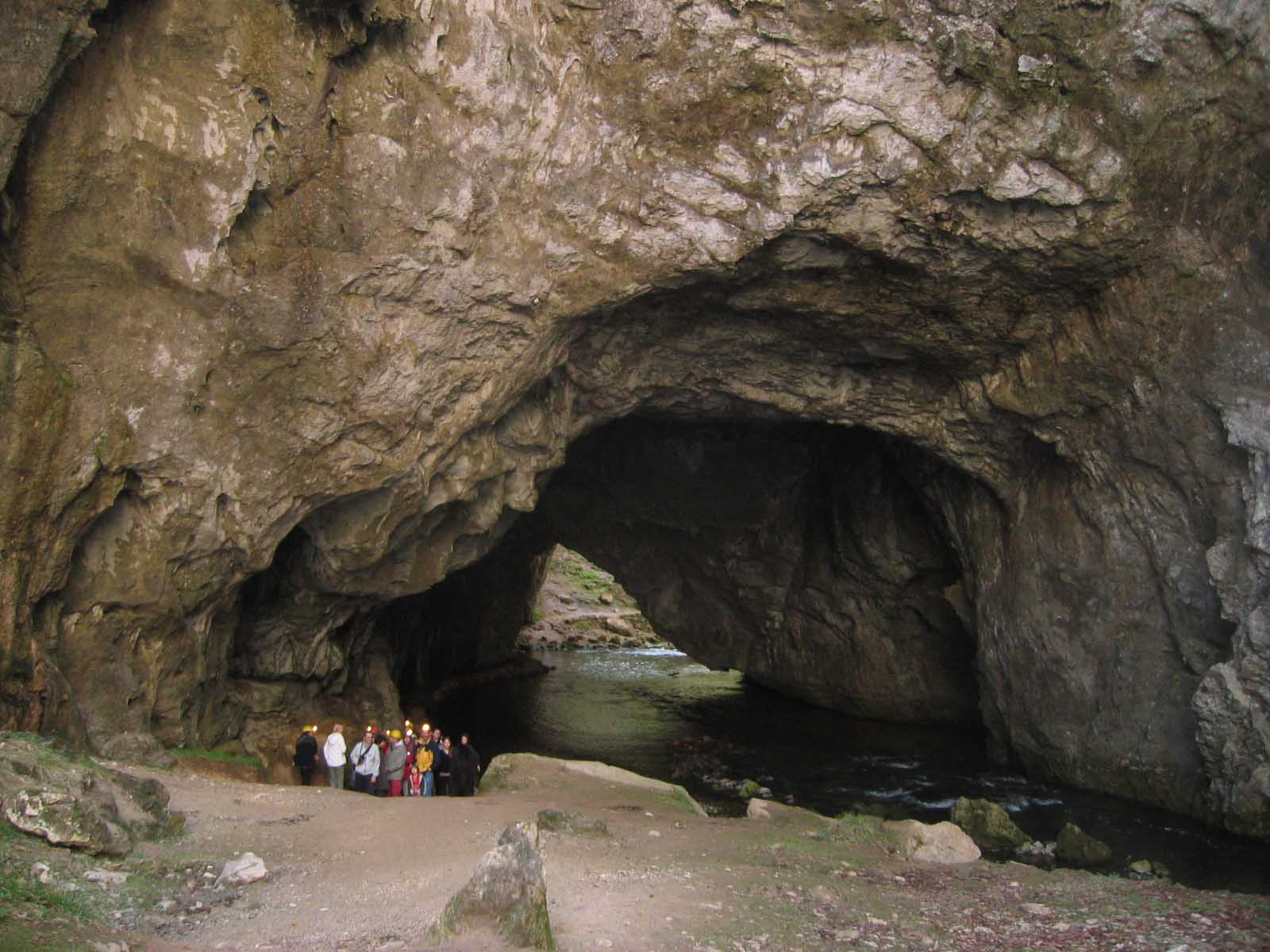
واحد من البونورات العديدة لنهر راك بسلوفينيا

البونور هو فتحة طبيعية تدخل فيها المياه السطحية إلى ممرات تحت الأرض؛ يمكن العثور عليها في البنى الطبيعية الكارستية حيث يهيمن على الجيولوجيا والجيومورفولوجيا عادةً صخور الحجر الجيري المسامية.

## أصل الكلمة
الكلمة مشتقة من السلافية البدائية نورا(حفرة، هاوية). كلمة «بونور» نفسها تأتي من السلوفينية حيث كلمة بونور لها نفس المعنى.

## وصف
في حين أن البالوعة الجيولوجية هي منخفض من تضاريس السطح مع حفرة أو تجويف تحتها مباشرة، فإن البونور هو نوع من البوابات حيث يتدفق تيار سطحي أو بحيرة إما جزئيًا أو كليًا تحت الأرض إلى نظام المياه الجوفية الكارستية. قد تكون التعرية المائية الثابتة قد شكلت أو وسعت البوابة في الصخور (الحجر الجيري بشكل أساسي)، أو في التكتل، أو في مواد أكثر مرونة.

## انتشار
تم العثور على البونورات في جميع أنحاء العالم، ولكن فقط في المناطق الكارستية. يقع مستجمع مياه البحر الأدرياتيكي في البوسنة والهرسك بأكمله في ديناريك كارست، مع العديد من البونورات المستكشفة وربما الكثير غير المستكشفة بعد والتدفقات الجوفية. هناك أيضًا العديد من الأماكن في جنوب شرق أوروبا (بلغاريا، كرواتيا، جمهورية التشيك، المجر، رومانيا، مونتينيغرو، سلوفينيا) تحمل اسم «بونور» بسبب الفتحات الكارستية المرتبطة بها. هناك العديد من الجهات الجيولوجية البارزة في جبال الكاربات جبال الألب الدينارية واليونان وتركيا وأجزاء من جنوب الولايات المتحدة.  

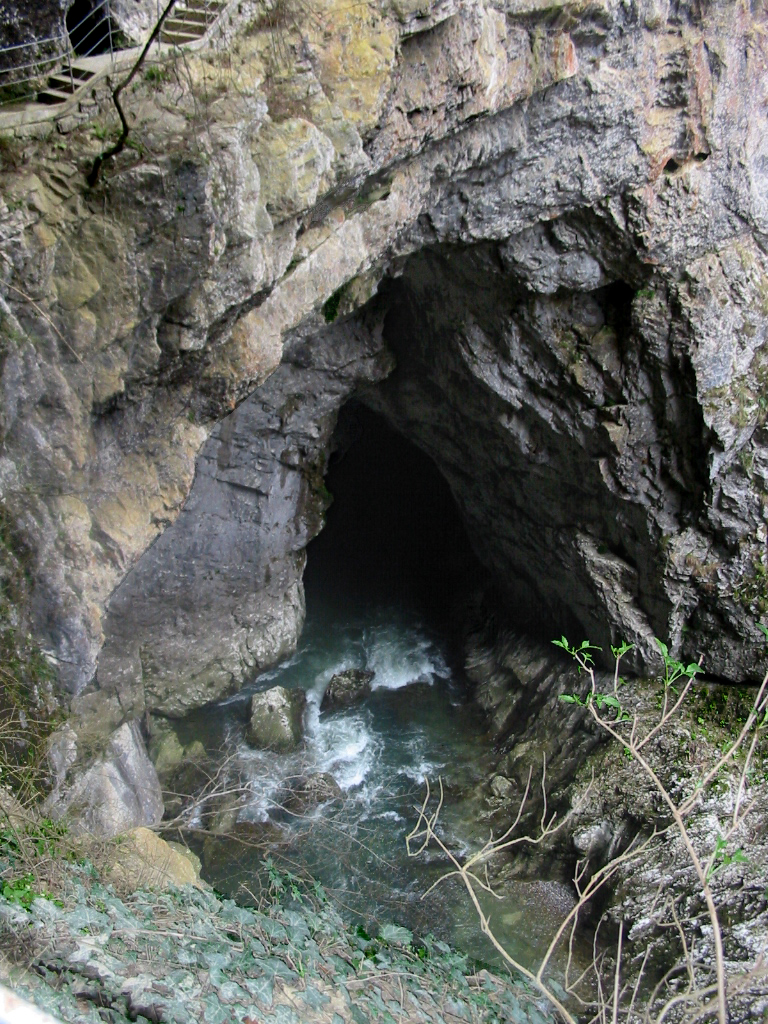
بونور حيث يختفي نهر ريكا  [لغات أخرى]‏ في كهوف شكوجان، سلوفينيا
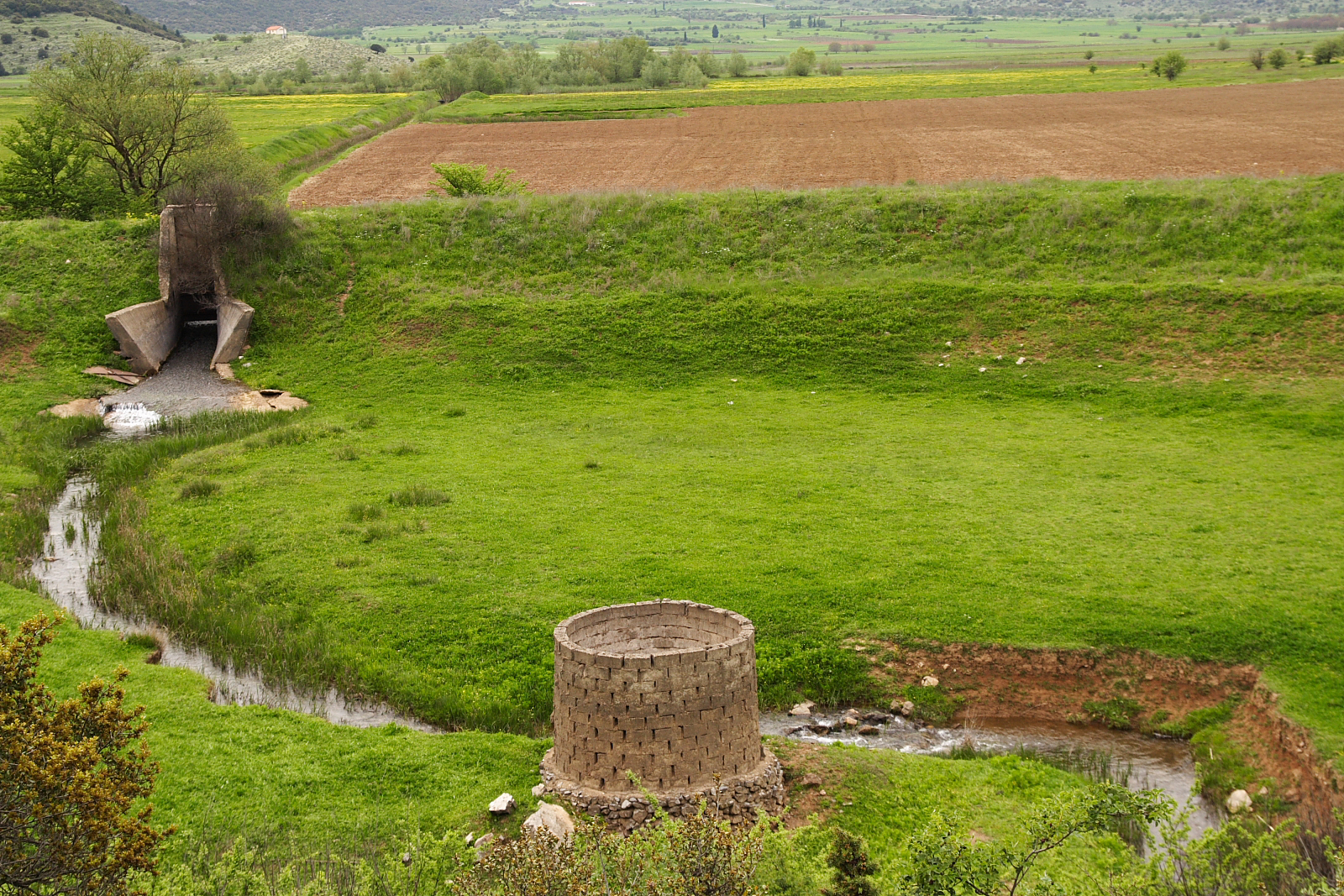
حوض التجميع، بونور (خلف المشاهد)، البيلوبونيز
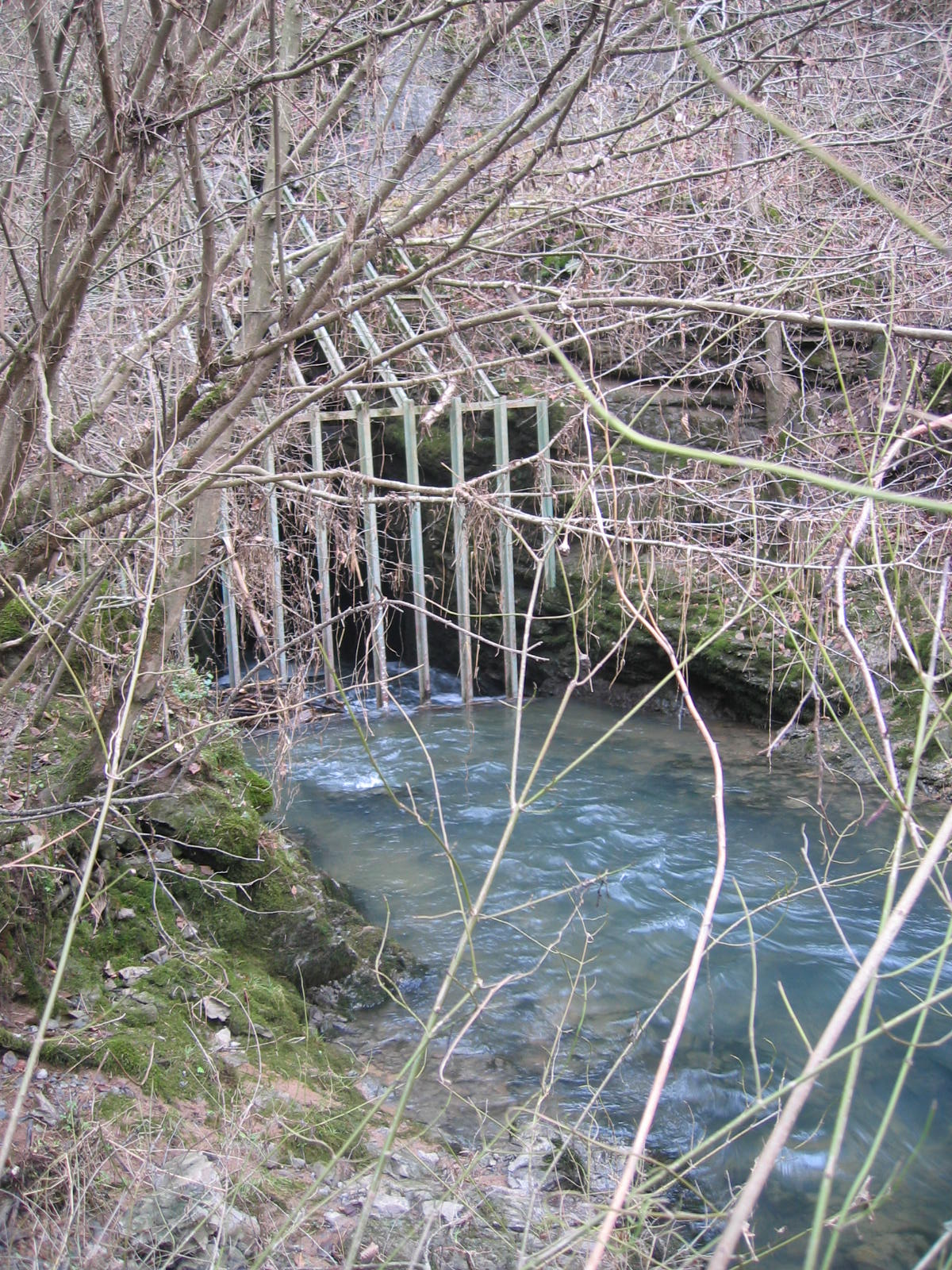
بونور مسيج في الجنوب من جروسوبلجي، سلوفينيا
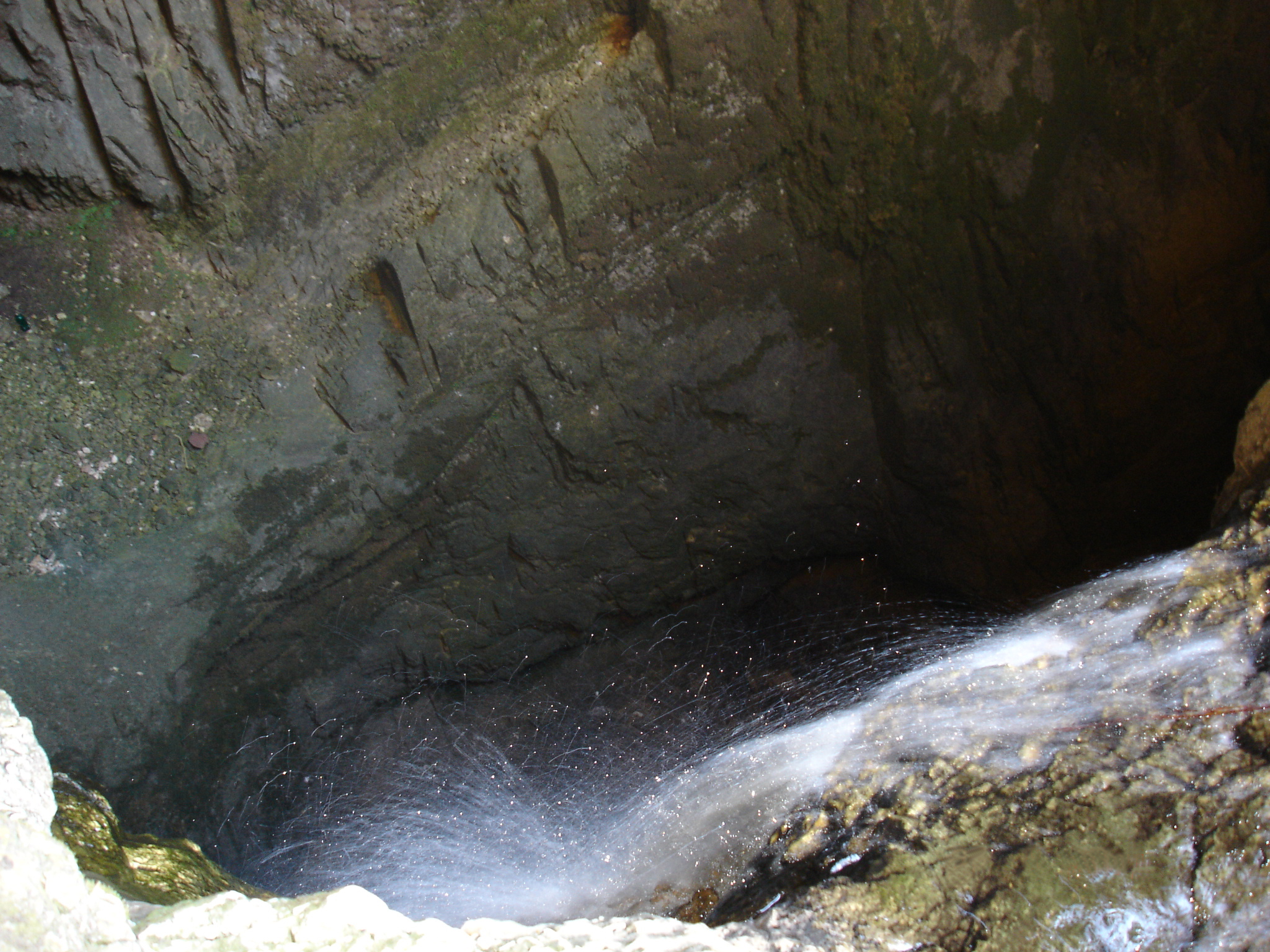
بونور في كهف كامبينياسكا بالقرب من قرية إيزبوك، رومانيا
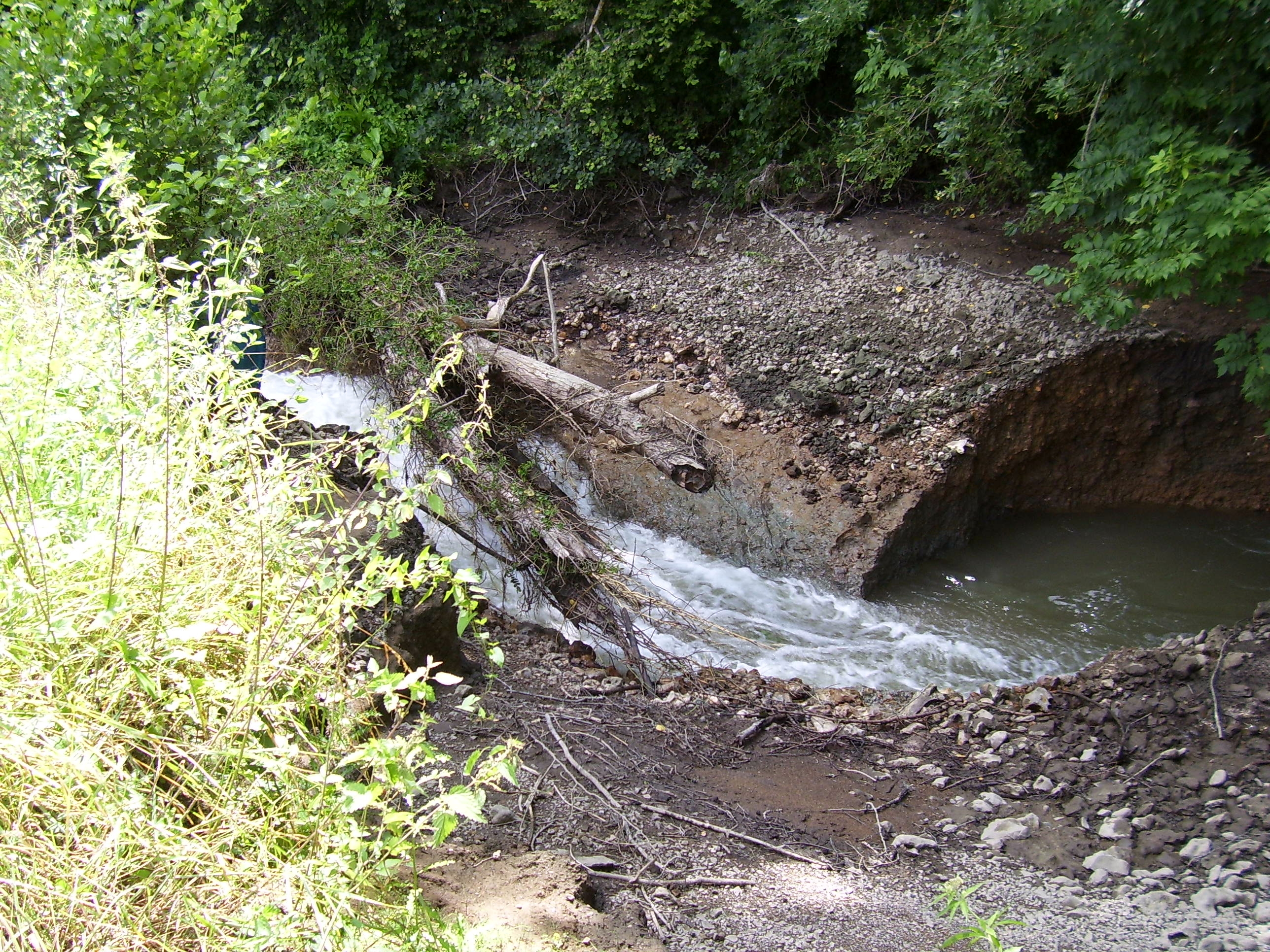
نهر ريسل يختفي بين أجو ولا هوساي ( أور، فرنسا)